# MLS SuperDraft 2007
De MLS Superdraft van 2007 werd gehouden in Indianapolis (Indiana) op 12 januari 2007. Het was de achtste jaarlijkse MLS SuperDraft. De eerste keuze was voor Toronto FC.
De SuperDraft werd gevolgd door de MLS Supplemental Draft van 2007.

## Geruild
- Chicago Fire ruilde Andy Herron met Columbus Crew voor een tweede keuze.
- New England Revolution ruilde salaris-geld met Los Angeles Galaxy voor een vijfde keuze en een keuze in de tweede ronde van de MLS SuperDraft van 2008.
- Colorado Rapids ruilde hun 18e keuze en hun keuze in de eerste ronde van de MLS SuperDraft van 2008 met FC Dallas tegen Greg Vanney en hun keuze in de eerste ronde van 2008.
- Los Angeles Galaxy ruilde hun tiende keuze met Toronto FC voor salaris-geld.
- FC Dallas ruilde de 48e keuze met Real Salt Lake voor een vierde ronde keuze in 2008.
- Real Salt Lake ruilde hun 48e keuze met New England Revolution tegen Kyle Brown.

## Ronde 1
| Keuze | Speler              | Positie | MLS-team               | Vorig team                                   |
| ----- | ------------------- | ------- | ---------------------- | -------------------------------------------- |
| 1     | Maurice Edu         | M       | Toronto FC             | universiteit van Maryland, College Park      |
| 2     | Bakary Soumare      | V       | Chicago Fire           | universiteit van Virginia                    |
| 3     | Michael Harrington  | V       | Kansas City Wizards    | universiteit van North Carolina, Chapel Hill |
| 4     | Chris Seitz         | DM      | Real Salt Lake         | universiteit van Maryland, College Park      |
| 5     | Wells Thompson      | M       | New England Revolution | Wake Forest universiteit                     |
| 6     | Nico Colaluca       | M       | Colorado Rapids        | universiteit van Virginia                    |
| 7     | John Cunliffe       | A       | Chivas USA             | Fort Lewis College                           |
| 8     | Jerson Monteiro     | A       | Chicago Fire           | universiteit van Alabama, Birmingham         |
| 9     | Anthony Wallace     | V/M     | FC Dallas              | universiteit van South Florida               |
| 10    | Andrew Boyens       | V       | Toronto FC             | universiteit van New Mexico                  |
| 11    | Bryan Arguez        | V/M     | D.C. United            | Generation adidas                            |
| 12    | Amaechi Igwe        | V       | New England Revolution | Santa Clara universiteit                     |
| 13    | John Michael Hayden | M       | Houston Dynamo         | Indiana universiteit, Bloomington            |

## Ronde 2
| Keuze | Speler         | Positie | MLS-team               | Vorig team                                   |
| ----- | -------------- | ------- | ---------------------- | -------------------------------------------- |
| 14    | Abdus Ibrahim  | A       | FC Dallas              | Generation adidas                            |
| 15    | Brad Evans     | A       | Columbus Crew          | universiteit van California, Irvine          |
| 16    | Robbie Findley | A       | Los Angeles Galaxy     | Oregon State universiteit                    |
| 17    | Greg Dalby     | M/V     | Colorado Rapids        | universiteit van Notre Dame                  |
| 18    | Andrew Daniels | V       | FC Dallas              | Brown universiteit                           |
| 19    | Dane Richards  | A       | Red Bull New York      | Clemson-universiteit                         |
| 20    | Josh Tudela    | M       | Los Angeles Galaxy     | Indiana universiteit, Bloomington            |
| 21    | Nate Norman    | M       | Chicago Fire           | universiteit van Notre Dame                  |
| 22    | Ryan Guy       | A       | FC Dallas              | universiteit van San Diego                   |
| 23    | Ty Harden      | V       | Los Angeles Galaxy     | universiteit van Washington                  |
| 24    | Brad North     | A       | D.C. United            | Northwestern universiteit                    |
| 25    | Ryan Solle     | M       | New England Revolution | Wake Forest universiteit                     |
| 26    | Corey Ashe     | M       | Houston Dynamo         | universiteit van North Carolina, Chapel Hill |

## Ronde 3
| Keuze | Speler              | Positie | MLS-team               | Vorig team                                   |
| ----- | ------------------- | ------- | ---------------------- | -------------------------------------------- |
| 27    | Richard Asante      | V/M     | Toronto FC             | Syracuse universiteit                        |
| 28    | Scott Jones         | M       | FC Dallas              | universiteit van North Carolina, Greensboro  |
| 29    | Edson Elcock        | A       | Kansas City Wizards    | Old Dominion universiteit                    |
| 30    | Steven Curfman      | M       | Real Salt Lake         | Wake Forest universiteit                     |
| 31    | Omar Cummings       | A       | Colorado Rapids        | universiteit van Cincinnati                  |
| 32    | Jay Needham         | V       | D.C. United            | Southern Methodist universiteit              |
| 33    | Sinisa Ubiparipovic | M       | Red Bull New York      | universiteit van Akron                       |
| 34    | Mike Banner         | M/A     | Chicago Fire           | Southern Illinois universiteit, Edwardsville |
| 35    | Nick LaBrocca       | M       | Colorado Rapids        | Rutgers universiteit                         |
| 36    | Justin Hughes       | DM      | Colorado Rapids        | North Carolina                               |
| 37    | Ricky Schramm       | A       | D.C. United            | Georgetown universiteit                      |
| 38    | Bryan Byrne         | M       | New England Revolution | UC Santa Barbara                             |
| 39    | Mike Sambursky      | A       | Houston Dynamo         | universiteit van South Carolina              |

## Ronde 4
| Keuze | Speler            | Positie | MLS-team               | Vorig team                                   |
| ----- | ----------------- | ------- | ---------------------- | -------------------------------------------- |
| 40    | Jeffrey Gonsalves | A       | Toronto FC             | universiteit van Rhode Island                |
| 41    | Aaron Chandler    | A       | Columbus Crew          | universiteit van San Francisco               |
| 42    | Kurt Morsink      | M       | Kansas City Wizards    | James Madison universiteit                   |
| 43    | Tommy Krizanovic  | A       | FC Dallas              | Jacksonville universiteit                    |
| 44    | Tally Hall        | DM      | Los Angeles Galaxy     | San Diego State universiteit                 |
| 45    | Bobby Burling     | A/V     | Los Angeles Galaxy     | Loyola Marymount universiteit                |
| 46    | Cameron Dunn      | V       | Chivas USA             | universiteit van California, Irvine          |
| 47    | Simon Omekanda    | A       | Chicago Fire           | Pennsylvania State universiteit              |
| 48    | Adam Cristman     | A       | New England Revolution | universiteit van Virginia                    |
| 49    | Ben Hunter        | A       | Columbus Crew          | universiteit van North Carolina, Chapel Hill |
| 50    | Luis Robles       | DM      | D.C. United            | universiteit van Portland                    |
| 51    | Kyle Helton       | V       | New England Revolution | Duke universiteit                            |
| 52    | Eric Ebert        | M       | Houston Dynamo         | universiteit van California, Berkeley        |